# Yohandy Morales
Yohandy Morales (nacido el 9 de octubre de 2001) es un tercera base de los Washington Nationals de la MLB, drafteado en 2023 como la 40.ª selección de la segunda ronda. Yohandy Morales es hijo de Andy Morales y Daiyana Castillo.

## Carrera amateur
Morales asistió a G. Holmes Braddock Senior High School en Miami, Florida. Fue considerado un prospecto para el draft acortado de las Major League Baseball de 2020, pero no fue seleccionado y se inscribió en la Universidad de Miami para jugar béisbol universitario.
Como estudiante de primer año en Miami en 2021, Morales se convirtió en parte de la alineación titular y apareció en 53 partidos, principalmente en la tercera base. Durante la temporada bateó .284, con 11 jonrones, 45 carreras impulsadas y 13 dobles. Ese verano, jugó en la Cape Cod Baseball League con los Wareham Gatemen y bateó .182/.308/.236, jugando principalmente en primera y tercera base.
Como estudiante de segundo año en 2022, Morales jugó sesenta partidos en la tercera base y logró un promedio de .329/.411/.650 con 18 jonrones, 59 carreras impulsadas y 17 dobles. En el partido inaugural de Miami en el torneo de béisbol de la División I de la NCAA de 2022, Morales conectó tres jonrones en una victoria sobre Canisius College, lo que le convirtió en el cuarto jugador de la historia de Miami en conectar tres jonrones en un partido. Tras la temporada, fue seleccionado para el Equipo Nacional Colegial de Béisbol de Estados Unidos. En la temporada 2023 con Miami, Morales bateó .408 con veinte jonrones y setenta carreras impulsadas.
En el draft de 2023 de las Grandes Ligas de Béisbol, Yohandy Morales fue el número 40, seleccionado en segunda ronda por los Washington Nationals.

## Vida privada
El padre de Morales, Andy Morales, jugó en la selección cubana de béisbol y, durante parte de dos temporadas, en las ligas menores de los New York Yankees y los Boston Red Sox.